# Johnny Bassotto, la tartaruga... e altre storie
Johnny il bassotto, la tartaruga... e altre storie di Bruno Lauzi è il quindicesimo album di Bruno Lauzi, pubblicato nel 1976. Include i due brani cantati da Lino Toffolo nel 45 giri Johnny Bassotto/I bambini d'Italia, dello stesso anno, e La tartaruga, già nota al pubblico come sigla della trasmissione televisiva Anteprima di Un colpo di fortuna.

## Il disco
L'album è prodotto da Pippo Caruso, che ne cura anche gli arrangiamenti, registrato nello studio Regson di Milano.
Per l'edizione originale in vinile, la copertina è realizzata dallo Studio Bozzetto, mentre sul retro appare una presentazione del disco scritta da Bruno Lauzi.
Nel 2000 la RCA ha ristampato l'album in CD.
Il 45 giri, La Tartaruga, era già stato pubblicato nel 1975 (Numero Uno, ZN 50343), con la canzone omonima sul lato A e sul retro Al pranzo di gala di Babbo Natale. Altan ha illustrato la canzone in un libro con CD dal titolo omonimo (Gallucci, 2007).

## Tracce
Lato A
1. Johnny Bassotto (testo: Bruno Lauzi – musica: Pippo Caruso; edizioni musicali RCA/Bixio)
2. Laika la balalaika (testo: Bruno Lauzi – musica: Pippo Caruso; edizioni musicali Due)
3. Il mio bambino e il suo papà (Bruno Lauzi; edizioni musicali Due)
4. Al pranzo di gala di Babbo Natale (Bruno Lauzi; edizioni musicali Numero Uno)
5. Virgola (testo: Bruno Lauzi – musica: La Bionda,; edizioni musicali Televis/Due)
6. Ninnananna (testo: Bruno Lauzi – musica: Pippo Caruso; edizioni musicali Due)

Lato B
1. La tartaruga (testo: Bruno Lauzi – musica: Pippo Caruso; edizioni musicali Numero Uno/Suvini Zerboni)
2. Il leprotto Zip (testo: Bruno Lauzi – musica: Pippo Caruso; edizioni musicali Due)
3. Il coro delle puzzole (testo: Bruno Lauzi – musica: Ivan Graziani; edizioni musicali Due)
4. I bambini d'Italia (testo: Bruno Lauzi – musica: Pippo Caruso; edizioni musicali RCA)
5. Ueilà (Bruno Lauzi; edizioni musicali Due)
6. La biscia striscia (Bruno Lauzi; edizioni musicali Due)
7. Ninna Nanna meridionale (testo: Bruno Lauzi – musica: Pippo Caruso; edizioni musicali Due)

## Musicisti
- Bruno Lauzi: voce, cori
- I Piccoli Cantori di Niny Comolli: voce, cori